# Басшили (Енбекский сельский округ)
Басшили (каз. Басшилі, до 199? г. — Знаменское) — село в Мугалжарском районе Актюбинской области Казахстана. Входит в состав Енбекского сельского округа. Код КАТО — 154841200.

## Население
В 1999 году население села составляло 863 человека (436 мужчин и 427 женщин). По данным переписи 2009 года, в селе проживало 778 человек (386 мужчин и 392 женщины).